# Alexander Brunst
Alexander Brunst-Zöllner (Neumünster, 7 luglio 1995) è un calciatore tedesco, portiere del Darmstadt.

## Carriera

### Club
Il 7 settembre 2020 si trasferisce a titolo definitivo ai danesi del Vejle.

### Nazionale
Ha giocato nelle nazionali giovanili tedesche Under-18 ed Under-20.

## Palmarès

### Club

#### Competizioni nazionali
- 3. Liga: 1

Magdeburgo: 2017-2018